# فرودگاه باتمان

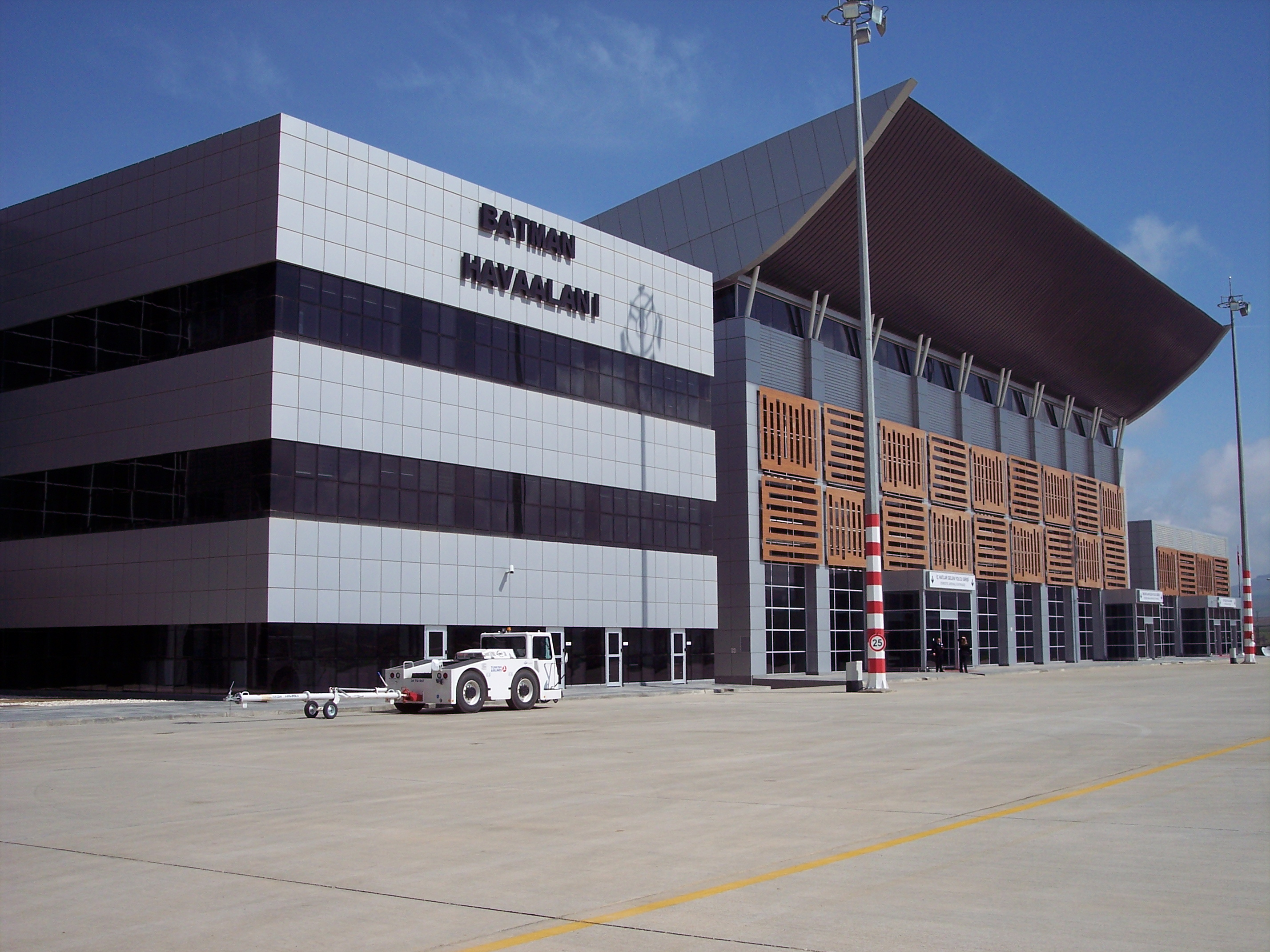
فرودگاه باتمان

فرودگاه باتمان (به انگلیسی: Batman Airport) (به زبان بومی: Batman Havaalanı) یک فرودگاه همگانی و نظامی با کد یاتا BAL است . این فرودگاه در شهر باتمان کشور ترکیه قرار دارد .

## شرکت‌های هواپیمایی و مقصدهای پروازی
| شرکت‌های هواپیمایی                  | مقصدهای پروازی |
| ---------------------------------- | -------------- |
| پگاسوس ایرلاینز                    | صبیحه گوکچن    |
| ترکیش ایرلاینز                     | آتاترک         |
| ترکیش ایرلاینز اجرا توسط آنادولوجت | اسن‌بوغا        |